# آرمودلو (قاخ)
آرمودلو (به لاتین: Armudlu) یک منطقه مسکونی در جمهوری آذربایجان است که در شهرستان قاخ واقع شده است. آرمودلو ۱۴۲ نفر جمعیت دارد.